# Nati nel 1940/Aprile
| Questa pagina contiene informazioni ricavate automaticamente dalle voci biografiche con l'ausilio del template Bio e di un bot. L'aggiornamento è periodico e automatico e ricostruisce completamente la pagina. Se manca una persona in questa lista, sei pregato di non aggiungerla, ma accertati piuttosto che la sua voce biografica contenga il template Bio e che i dati anagrafici siano correttamente compilati. Se il template Bio manca, inseriscilo tu stesso o, in alternativa, metti l'avviso {{tmp\|Bio}} che ne segnala la mancanza. Se i dati riportati sono sbagliati, correggi direttamente la voce biografica; le modifiche saranno visibili in questa lista entro pochi giorni. Per chiarimenti vedi il progetto biografie. La lista contiene solo le 228 persone che sono citate nell'enciclopedia e per le quali è stato implementato correttamente il template Bio. Pagina aggiornata al 2 ago 2025. |

- 1º aprile - Albert Gehlen, politico e insegnante belga
- 1º aprile - Aliza Gur, attrice israeliana
- 1º aprile - Wangari Maathai, ambientalista e attivista keniota († 2011)
- 1º aprile - Annie Nightingale, conduttrice radiofonica, disc jockey e conduttrice televisiva britannica († 2024)
- 2 aprile - Raúl Guzmán, ex nuotatore messicano
- 2 aprile - Mike Hailwood, pilota motociclistico e pilota automobilistico britannico († 1981)
- 2 aprile - Egon Håkanson, cestista svedese († 2025)
- 2 aprile - Donald Jackson, ex pattinatore artistico su ghiaccio canadese
- 2 aprile - Penelope Keith, attrice britannica
- 2 aprile - Dave MacRae, tastierista, compositore e produttore discografico neozelandese
- 2 aprile - Ciro Mazzarella, mafioso italiano († 2018)
- 2 aprile - Alessandro Mostes, imprenditore e pilota motonautico italiano († 2012)
- 2 aprile - Karl-Heinz Thielen, ex calciatore tedesco
- 3 aprile - Dominique Aveline, attore pornografico francese († 2009)
- 3 aprile - Wolf Kahler, attore tedesco
- 3 aprile - Francesco Nucara, politico italiano († 2022)
- 3 aprile - Fabrizio Plessi, artista italiano
- 3 aprile - Riccardo Sarfatti, designer, imprenditore e politico italiano († 2010)
- 3 aprile - John Windsor, ex cestista statunitense
- 4 aprile - Richard Attwood, ex pilota automobilistico britannico
- 4 aprile - Filippo Chiomenti, giurista italiano
- 4 aprile - Alfredo Galasso, giurista, politico e avvocato italiano
- 4 aprile - Alessandra Melucco Vaccaro, storica e archeologa italiana († 2000)
- 4 aprile - Selimir Milošević, allenatore di calcio, dirigente sportivo e ex calciatore jugoslavo
- 4 aprile - Robby Müller, direttore della fotografia olandese († 2018)
- 4 aprile - Sharon Sheeley, compositrice statunitense († 2002)
- 4 aprile - Christel Steffin, ex nuotatrice tedesca
- 4 aprile - Domenico Susi, politico italiano († 2004)
- 5 aprile - Gianfranco Barra, attore italiano († 2025)
- 5 aprile - Tommy Cash, cantante e chitarrista statunitense († 2024)
- 5 aprile - Roger De Wilde, pallanuotista belga († 2019)
- 5 aprile - Stefano Malatesta, giornalista, scrittore e pittore italiano († 2020)
- 5 aprile - Giovanni Piana, filosofo e saggista italiano († 2019)
- 6 aprile - Guy Bedouelle, presbitero e filosofo francese († 2012)
- 6 aprile - Michel Brunet, archeologo francese
- 6 aprile - Giorgio Pardi, ginecologo italiano († 2007)
- 6 aprile - Salvatore Scaglione, mafioso italiano
- 6 aprile - Anatolij Ivanovič Šapovalov, ingegnere sovietico († 1986)
- 7 aprile - Fawzia d'Egitto, principessa egiziana († 2005)
- 7 aprile - Marju Lauristin, politica e sociologa estone
- 7 aprile - Giancarlo Perna, giornalista italiano
- 7 aprile - Alessandro Repetto, politico italiano
- 7 aprile - Felice di Molfetta, vescovo cattolico italiano
- 8 aprile - Mario D'Urso, politico e funzionario italiano († 2015)
- 8 aprile - Beppe Devalle, pittore e disegnatore italiano († 2013)
- 8 aprile - Irina Egorova, ex pattinatrice di velocità su ghiaccio sovietica
- 8 aprile - Daniel Gevargiz, sollevatore iraniano († 2020)
- 8 aprile - Ingolf Gorges, attore, doppiatore e conduttore radiofonico tedesco († 2008)
- 8 aprile - John Havlicek, cestista statunitense († 2019)
- 8 aprile - Mirko Jozić, allenatore di calcio e ex calciatore jugoslavo
- 8 aprile - Paolo Modugno, attore, conduttore radiofonico e regista italiano
- 8 aprile - Chicho Sánchez Ferlosio, cantautore spagnolo († 2003)
- 8 aprile - Luciana Tufani, scrittrice e editrice italiana
- 9 aprile - Antonio Capuano, regista, sceneggiatore e drammaturgo italiano
- 9 aprile - Ernesto Cavour, cantante, musicista e artista boliviano († 2022)
- 9 aprile - Carlo Cellucci, filosofo italiano
- 9 aprile - Károly Fatér, calciatore ungherese († 2020)
- 9 aprile - Geoff Palmer, botanico e attivista giamaicano († 2025)
- 9 aprile - Joachim Reske, ex velocista tedesco
- 9 aprile - Jim Roberts, allenatore di hockey su ghiaccio e hockeista su ghiaccio canadese († 2015)
- 10 aprile - Nicola Ciccolo, allenatore di calcio e ex calciatore italiano
- 10 aprile - Giovanni Girone, statistico italiano († 2018)
- 10 aprile - Keizō Okayama, ex cestista giapponese
- 10 aprile - Jean Baptiste Okello, ex ostacolista e velocista ugandese
- 11 aprile - Fernando De Filippi, pittore, scultore e scenografo italiano
- 11 aprile - Abderraouf El-Fassy, ex schermidore marocchino
- 11 aprile - Władysław Komar, pesista e attore polacco († 1998)
- 11 aprile - Hasan Muratović, politico e diplomatico bosniaco († 2020)
- 11 aprile - Francesco Paresce, fisico e astronomo italiano († 2019)
- 11 aprile - Péter Rusorán, pallanuotista ungherese († 2012)
- 11 aprile - Giovanni Sacchi, ex calciatore italiano
- 11 aprile - Sandro Schipani, giurista italiano
- 11 aprile - Salvatore di Gesualdo, fisarmonicista italiano († 2012)
- 12 aprile - David Bacuzzi, allenatore di calcio e calciatore inglese († 2020)
- 12 aprile - Alfredo Bianchini, politico italiano († 2025)
- 12 aprile - Herbie Hancock, pianista, tastierista e compositore statunitense
- 12 aprile - Björn Jonson, fisiologo svedese
- 12 aprile - Osvaldo Lamborghini, scrittore e poeta argentino († 1985)
- 13 aprile - Mike Beuttler, pilota di Formula 1 britannico († 1988)
- 13 aprile - Vladimir Cosma, compositore, direttore d'orchestra e violinista rumeno
- 13 aprile - Michele Florino, politico italiano
- 13 aprile - Umberto Grano, pilota automobilistico italiano († 2024)
- 13 aprile - Michael Herr, giornalista e sceneggiatore statunitense († 2016)
- 13 aprile - Jean-Marie Gustave Le Clézio, scrittore francese
- 13 aprile - Jim McNab, calciatore scozzese († 2006)
- 13 aprile - Max Mosley, dirigente sportivo britannico († 2021)
- 13 aprile - José Nápoles, pugile cubano († 2019)
- 13 aprile - Frank O'Neill, allenatore di calcio e ex calciatore irlandese
- 14 aprile - Gregorio Alicata, pianista, cantante e compositore italiano
- 14 aprile - Julie Christie, attrice britannica
- 14 aprile - Marie Kinsky von Wchinitz und Tettau, principessa tedesca († 2021)
- 15 aprile - Manuela Andrei, doppiatrice, direttrice del doppiaggio e attrice italiana
- 15 aprile - Jeffrey Archer, ex politico e scrittore inglese
- 15 aprile - Penelope Anne Coelen, modella e attrice sudafricana
- 15 aprile - Edy Hubacher, ex bobbista, multiplista e discobolo svizzero
- 15 aprile - Eddie McCreadie, ex calciatore e allenatore di calcio scozzese
- 15 aprile - Eric Morris, calciatore gallese († 2011)
- 15 aprile - Paul Pelosi, imprenditore statunitense
- 15 aprile - Pasquale Pinto, scrittore, poeta e saggista italiano († 2004)
- 15 aprile - Yossef Romano, sollevatore israeliano († 1972)
- 15 aprile - Robert Walker Jr., attore statunitense († 2019)
- 15 aprile - Marian Zazeela, artista, musicista e coreografa statunitense († 2024)
- 16 aprile - Peter Barnes, imprenditore, giornalista e ambientalista statunitense
- 16 aprile - Rolf Dieter Brinkmann, scrittore, poeta e traduttore tedesco († 1975)
- 16 aprile - Marcella Crudeli, pianista italiana
- 16 aprile - Margherita II di Danimarca, regina danese
- 16 aprile - Cliff Durandt, calciatore sudafricano († 2002)
- 16 aprile - Antonio Frigerio, cestista e allenatore di pallacanestro italiano († 2014)
- 16 aprile - Jürgen Honig, ex pallanuotista tedesco
- 16 aprile - Iván Marino Ospina, militare colombiano († 1985)
- 16 aprile - Erik Johansen, calciatore norvegese († 2000)
- 16 aprile - Valentyn Mel'nyčuk, allenatore di pallacanestro ucraino
- 16 aprile - Berit Mørdre Lammedal, fondista norvegese († 2016)
- 16 aprile - Corrado Orrico, allenatore di calcio italiano
- 16 aprile - Francesco Rais, politico e funzionario italiano
- 16 aprile - Thomas Stonor, VII barone Camoys, banchiere britannico († 2023)
- 16 aprile - Dick Versace, allenatore di pallacanestro e dirigente sportivo statunitense († 2022)
- 16 aprile - Zsuzsa Ördög, ex nuotatrice ungherese
- 17 aprile - Yvonne Blake, costumista e attrice britannica († 2018)
- 17 aprile - Jacyr Francisco Braido, vescovo cattolico brasiliano
- 17 aprile - Claire Bretécher, fumettista francese († 2020)
- 17 aprile - Eric Dancer, imprenditore britannico
- 17 aprile - Nicolò Deligia, ex pentatleta italiano
- 17 aprile - Ira von Fürstenberg, nobile, attrice e designer italiana († 2024)
- 17 aprile - Billy Fury, cantante britannico († 1983)
- 17 aprile - Alfeo Garini, politico italiano
- 17 aprile - Siegfried Jerusalem, tenore tedesco
- 17 aprile - Anja Silja, soprano tedesco
- 17 aprile - Paolo Urso, vescovo cattolico italiano
- 17 aprile - Agostino Vallini, cardinale e arcivescovo cattolico italiano
- 18 aprile - Adriana Ambesi, attrice italiana († 2023)
- 18 aprile - Paolo Bon, etnomusicologo e direttore di coro italiano († 2016)
- 18 aprile - Carin Cone, ex nuotatrice statunitense
- 18 aprile - Lindley DeVecchio, agente segreto statunitense
- 18 aprile - Alberto Fumagalli, calciatore italiano († 2014)
- 18 aprile - Joseph Goldstein, biochimico e genetista statunitense
- 18 aprile - Mike Harrison, calciatore inglese († 2019)
- 18 aprile - Jean-Marc Lévy-Leblond, fisico e saggista francese
- 18 aprile - Jaak Lipso, cestista sovietico († 2023)
- 18 aprile - Johnny Morrissey, ex calciatore inglese
- 18 aprile - Rosario Olivo, politico italiano
- 18 aprile - Ken Shellito, calciatore e allenatore di calcio britannico († 2018)
- 18 aprile - Vladimir Viktorovič Vasil'ev, ballerino e coreografo russo
- 19 aprile - Kurt Ahrens, pilota di Formula 1 tedesco
- 19 aprile - Vittorino Andreoli, medico e scrittore italiano
- 19 aprile - Reinhard Bonnke, predicatore e scrittore tedesco († 2019)
- 19 aprile - Sydney Possuelo, esploratore e attivista brasiliano
- 19 aprile - José Luis Gómez, attore e direttore teatrale spagnolo
- 19 aprile - Dougal Haston, alpinista britannico († 1977)
- 19 aprile - Marina Ninchi, attrice italiana
- 19 aprile - Mioara Roman, scrittrice, giornalista e traduttrice rumena († 2024)
- 19 aprile - Bobby Russell, cantautore statunitense († 1992)
- 19 aprile - Anna Maria Tatò, regista italiana († 2022)
- 20 aprile - Susy Andersen, attrice cinematografica italiana
- 20 aprile - Maria Cristina Brancucci, cantante italiana († 2022)
- 20 aprile - Domenico Cozzupoli, politico italiano
- 20 aprile - Jan Cremer, scrittore olandese († 2024)
- 20 aprile - Jacques Duquesne, calciatore belga († 2023)
- 20 aprile - James Gammon, attore statunitense († 2010)
- 20 aprile - Antonio Mattiazzo, arcivescovo cattolico italiano
- 20 aprile - Pilar Miró, regista e sceneggiatrice spagnola († 1997)
- 20 aprile - Sauro Sedioli, politico italiano
- 20 aprile - Giovanni Ticci, fumettista italiano
- 21 aprile - Francesc Buscató, ex cestista e allenatore di pallacanestro spagnolo
- 21 aprile - Souleymane Cissé, regista maliano († 2025)
- 21 aprile - George DiCenzo, attore, doppiatore e sceneggiatore statunitense († 2010)
- 21 aprile - Robert Knight, cantante statunitense († 2017)
- 21 aprile - Dino Mazza, politico italiano
- 21 aprile - Livia Pomodoro, ex magistrata, dirigente pubblica e giurista italiana
- 21 aprile - Peter Schneider, scrittore e sceneggiatore tedesco
- 22 aprile - Ivan Borodiak, ex calciatore argentino
- 22 aprile - Gerry Bruno, attore, cantante e conduttore televisivo italiano
- 22 aprile - Orlando Cristoforetti, liutista italiano († 2022)
- 22 aprile - Marie-José Nat, attrice francese († 2019)
- 23 aprile - Danilo Astori, politico e economista uruguaiano († 2023)
- 23 aprile - Mary Kok, ex nuotatrice olandese
- 23 aprile - Andrea Lombardini, militare italiano († 1974)
- 23 aprile - Gabriella Pavarotti, pallavolista italiana († 2013)
- 24 aprile - Giuseppe Caramanno, allenatore di calcio e ex calciatore italiano
- 24 aprile - Lidia Cirillo, attivista, scrittrice e politica italiana
- 24 aprile - Roberto Corbella, fumettista italiano
- 24 aprile - Sue Grafton, scrittrice statunitense († 2017)
- 24 aprile - Michael Parks, attore e cantante statunitense († 2017)
- 24 aprile - Rolf Sperling, tuffatore tedesco orientale
- 25 aprile - Joop Burgers, ex calciatore olandese
- 25 aprile - Arturo Carsetti, filosofo italiano († 2024)
- 25 aprile - Maribel Owen, pattinatrice artistica su ghiaccio statunitense († 1961)
- 25 aprile - Al Pacino, attore statunitense
- 25 aprile - Vera Schenone, ex sciatrice alpina italiana
- 25 aprile - Philippe Taquet, paleontologo francese
- 26 aprile - Sigrid Chatel, ex schermitrice tedesca
- 26 aprile - Harry Fielder, attore britannico († 2021)
- 26 aprile - Dietmar Hopp, imprenditore tedesco
- 26 aprile - Stone Johnson, velocista e giocatore di football americano statunitense († 1963)
- 26 aprile - Dietrich Mattausch, attore tedesco
- 26 aprile - Luigi Molinis, designer e architetto italiano
- 26 aprile - Giorgio Moroder, produttore discografico, compositore e disc jockey italiano
- 26 aprile - Ronney Pettersson, calciatore svedese († 2022)
- 26 aprile - Luciano Ricceri, scenografo, produttore cinematografico e costumista italiano († 2020)
- 26 aprile - Christl Staffner, ex sciatrice alpina e sciatrice di velocità austriaca
- 27 aprile - Bruna Bianco, poetessa e avvocato brasiliana
- 27 aprile - Dyrol Burleson, ex mezzofondista statunitense
- 27 aprile - Omar Devanni, ex calciatore argentino
- 27 aprile - Charlotte Dubreuil, regista, sceneggiatrice e attrice francese
- 27 aprile - Birgit Klomp, ex nuotatrice tedesca
- 27 aprile - Viktor Leont'ev, ex ginnasta sovietico
- 27 aprile - Kaspar Rostrup, regista danese
- 27 aprile - Calypso Rose, cantautrice trinidadiana
- 28 aprile - Rauno Ailus, ex cestista finlandese
- 28 aprile - Bjarne Andersson, fondista svedese († 2004)
- 28 aprile - Paul Hogue, cestista statunitense († 2009)
- 28 aprile - Valerij Maslov, calciatore sovietico († 2017)
- 28 aprile - Carlo Rancati, ciclista su strada e pistard italiano († 2012)
- 28 aprile - Giuliano Segre, economista italiano
- 29 aprile - George Adams, sassofonista statunitense († 1992)
- 29 aprile - Stefano, arcivescovo ortodosso estone
- 29 aprile - Max Cullen, attore neozelandese
- 29 aprile - Peter Diamond, economista statunitense
- 29 aprile - Béla Kuhárszki, calciatore ungherese († 2016)
- 29 aprile - Marcelino Martínez, ex calciatore spagnolo
- 29 aprile - Roland Moellé, ex pallanuotista francese
- 29 aprile - Manlio Muccini, dirigente sportivo e calciatore italiano († 2008)
- 29 aprile - Christian Möller, teologo tedesco
- 30 aprile - Ermindo Onega, calciatore argentino († 1979)
- 30 aprile - Aldo Ruffinatto, ispanista, filologo e critico letterario italiano
- 30 aprile - Carlo Salmaso, ex rugbista a 15 italiano
- 30 aprile - Marutei Tsurunen, politico finlandese
- 30 aprile - Burt Young, attore statunitense († 2023)